# Henning Jensen
Henning Jensen (17. srpna 1949, Nørresundby - 4. prosince 2017, Aalborg) byl dánský fotbalista, útočník.

## Fotbalová kariéra
Začínal v rodném Dánsku v týmu Nørresundby BK. Dále hrál v německé bundeslize za tým Borussia Mönchengladbach, se kterým vyhrál dvakrát Bundesligu, jednou německý pohár a v roce 1975 Pohár UEFA. Dále hrál ve Španělsku za Real Madrid, se kterým získal dva mistrovské tituly. Další 2 sezóny odehrál v Nizozemsku za Ajax Amsterdam, se kterým v roce 1980 získal mistrovský titul. Kariéru končil v rodném Dánsku v týmu Aarhus GF a v nižší soutěži v mateřském Nørresundby BK. V Poháru mistrů evropských zemí nastoupil ve 25 utkáních a dal 3 góly, v Poháru vítězů pohárů nastoupil v 5 utkáních a dal 2 góly a v Poháru UEFA nastoupil ve 21 utkáních a dal 8 gólů. Za dánskou reprezentaci nastoupil v letech 1972–1980 ve 21 utkáních a dal 9 gólů.

## Ligová bilance
| Ročník                               | Zápasy | Góly | Klub                     |
| ------------------------------------ | ------ | ---- | ------------------------ |
| Německá fotbalová Bundesliga 1972/73 | 33     | 11   | Borussia Mönchengladbach |
| Německá fotbalová Bundesliga 1973/74 | 25     | 9    | Borussia Mönchengladbach |
| Německá fotbalová Bundesliga 1974/75 | 34     | 13   | Borussia Mönchengladbach |
| Německá fotbalová Bundesliga 1975/76 | 33     | 11   | Borussia Mönchengladbach |
| Primera División 1976/77             | 28     | 6    | Real Madrid              |
| Primera División 1977/78             | 26     | 7    | Real Madrid              |
| Primera División 1978/79             | 27     | 3    | Real Madrid              |
| Eredivisie 1979/80                   | 28     | 6    | Ajax Amsterdam           |
| Eredivisie 1980/81                   | 28     | 1    | Ajax Amsterdam           |
| Dánská 1. divize 1981                | 13     | 5    | Aarhus GF                |
| Dánská 1. divize 1982                | 25     | 9    | Aarhus GF                |
| Dánská 1. divize 1983                | 15     | 3    | Aarhus GF                |
| CELKEM                               | 315    | 84   |                          |